# Jamaica Beach, Texas
Jamaica Beach là một thành phố thuộc quận Galveston, tiểu bang Texas, Hoa Kỳ. Năm 2010, dân số của xã này là 983 người.